# Бастарни
Бастарни (старогрчки: Βαστάρναι или Βαστέρναι) били су древни народ мешаног келтско-германског порекла који је између 200. п. н. е. и 300. н. е. настањивао подручје источних Карпата и реке Дњепар, што отприлике одговара данашњој Молдавији и делу јужне Украјине. Огранак Бастарна, кога антички писци називају Пеуцини, живео је северно од ушћа Дунава.
Историчари верују како су око 179. п. н. е. Бастарни говорили неким од келтских језика, али да су се постепено германизовали око 1. века н. е. да би их око 200. почели асимиловати Сармати. Историчарима код Бастарна велике потешкоће чини недостатак археолошких артефаката на темељу којих би се могла јасно идентификовати њихова култура.
Пеуцини су крајем 1. века п. н. е. дошли у сукоб са Римским царством, односно без успеха покушали зауставити римски продор у Мезију, јужно од Дунава. У 1. веку су односи са Римљанима, пак, били пријатељски. Око 180. су вршили пљачкашке походе на границе Царства, а средином 3. века се Пеуцини спомињу као део велике конфедерације Гота.